# Turaniphytum
Turaniphytum es un género de plantas pertenecientes a la familia Asteraceae. Comprende 3 especies descritas y solo 2 aceptadas.

## Taxonomía
El género fue descrito por Poljakov in V.L.Komarov y publicado en Flora URSS 26: 880. 1961.

## Especies aceptadas
A continuación se brinda un listado de las especies del género Turaniphytum aceptadas hasta junio de 2012, ordenadas alfabéticamente. Para cada una se indica el nombre binomial seguido del autor, abreviado según las convenciones y usos:
- Turaniphytum codringtonii (Rech.f.) Podlech
- Turaniphytum eranthemum (Bunge) Poljakov